# اسماعیل حاج‌رحیمی‌پور

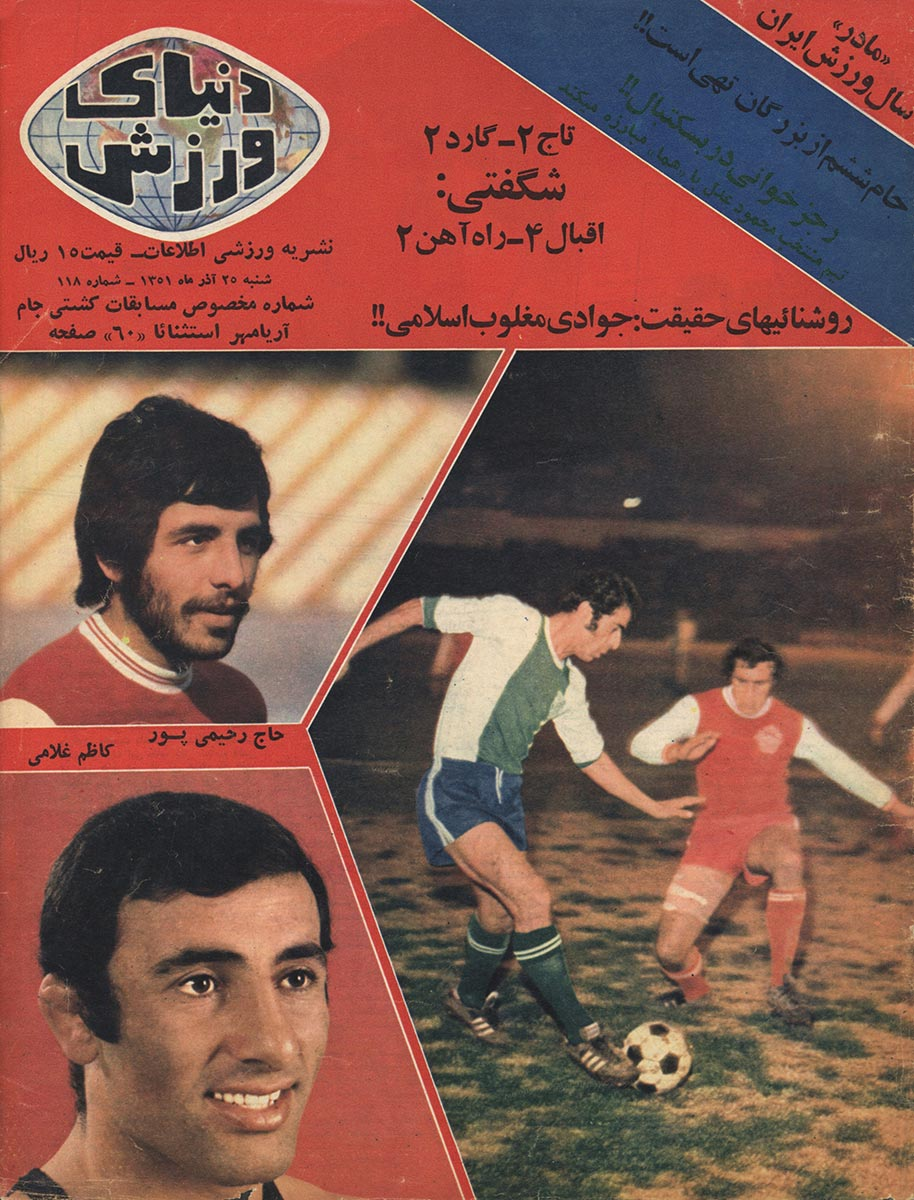
جلد مجله دنیای ورزش در سال ۱۳۵۱. حاج‌رحیمی‌پور در بالا سمت چپ تصویر.

اسماعیل حاج‌رحیمی‌پور متولد ۱۵ شهریور ۱۳۳۰ از بازیکنان سابق تیم ملی و باشگاه پرسپولیس ایران بود. او اکنون ساکن شهر سان‌فرانسیسکو در ایالات متحده آمریکا است.

## پرسپولیس
حاج رحیمی‌پور ابتدا در سال ۱۳۴۹ به عنوان یک مدافع به پرسپولیس پیوست ولی در ادامه با توجه به سرعت بالایی که داشت، از او به عنوان یک هافبک یا مهاجم در ترکیب پرسپولیس استفاده می‌شد. حاج‌رحیم‌پور به همراه پرسپولیس موفق به کسب سه عنوان قهرمانی در جام منطقه‌ای ایران و جام تخت جمشید، و دو نایب قهرمانی در مسابقات جام تخت جمشید شده‌است.

### حضور درشهرآورد تهران
در جریان شهرآورد سیزدهم تهران که با برتری تاریخی ۶–۰ پرسپولیس در برابر تاج همراه بود، حاج رحیمی‌پور یکی از بازیکنان حاضر در ترکیب اصلی پرسپولیس بود. همچنین وی در تاریخچه شهرآوردهای تهران برابر تاج، دو مرتبه موفق به گلزنی شده‌است که هر دو بار به برتری پرسپولیس در برابر رقیب دیرینه منجر شد. ابتدا در سال ۱۳۵۳ و در دومین دوره جام تخت جمشید او زننده یکی از دو گل برتری پرسپولیس در جریان شهرآورد شانزدهم در برابر رقیب دیرینه بود. سپس در سال بعد در سومین دوره جام تخت جمشید و در جریان شهرآورد هجدهم، مجدداً یکی از دو گل برتری پرسپولیس را به ثمر رساند.

## افتخارات
- قهرمانی در جام منطقه‌ای فوتبال ایران در سال ۱۳۵۰ به همراه پرسپولیس
- قهرمانی در لیگ تخت جمشید در سال‌های ۱۳۵۲ و ۱۳۵۴ به همراه پرسپولیس
- نایب قهرمانی در لیگ تخت جمشید در سال‌های ۱۳۵۳ و ۱۳۵۵ به همراه پرسپولیس
- نایب قهرمانی در جام باشگاه‌های تهران در سال ۱۳۵۰ به همراه پرسپولیس